# Ривручей
Ривручей — ручей в России, протекает по территории Пяльмского сельского поселения Пудожского района Республики Карелии. Длина ручья — 12 км.

## Общие сведения
Ручей берёт начало из болота без названия и далее течёт преимущественно в северном направлении по заболоченной местности.
Устье ручья находится в 15 км по левому берегу реки Пяльмы, впадающей в Онежское озеро.
Населённые пункты на ручье отсутствуют.
Код объекта в государственном водном реестре — 01040100612102000016058.